# Готська складчастість
Готська складчастість (рос. готская складчатость, англ. Gotian folding, нім. gotische Faltung f) — епоха тектонічної активності, яка близько 1,4 млрд років тому виявлялася на півдні і південному заході Швеції в утворенні гранітоїдів та складчасто-брилових деформаціях. Відповідає ельсонській епосі в Північній Америці та кібарській — в Африці.